# Watutinki

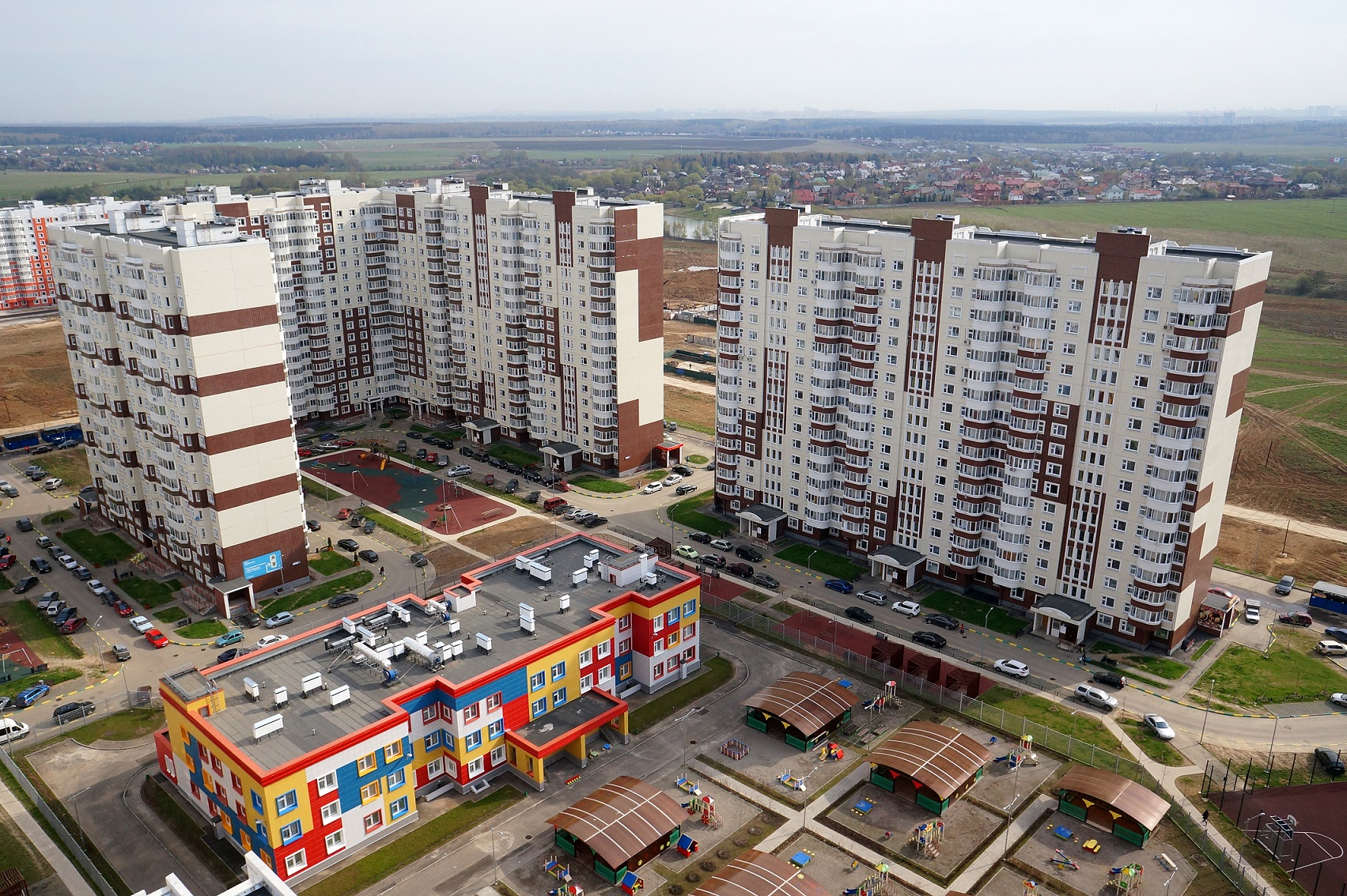
Plattenbauten von Watutinki

Watutinki (russisch Вату́тинки) ist eine russische Siedlung im Moskauer Verwaltungsbezirk Nowomoskowski. Sie liegt rund 30 Kilometer südwestlich des Moskauer Stadtzentrums und hatte im Jahr 2010 11.081 Einwohner.
Bis zu seiner Eingemeindung am 1. Juli 2012 gehörte Watutinki zum Leninski rajon der Oblast Moskau. Im Ort ist das Direktorat „Kosmische Aufklärung“ des russischen Militärnachrichtendienstes GRU ansässig, welches für weltraumgestützte Aufklärungsaktivitäten verantwortlich ist.
In Watutinki befand sich das Mannschaftsquartier der deutschen Fußballnationalmannschaft während der Fußball-Weltmeisterschaft 2018.